# ПФК Нафтекс (Бургас)
„Нафтекс“ е несъществуващ български професионален футболен клуб от град Бургас. Цветовете на клуба са зелено и жълто.
Най-доброто класиране на отбора в досегашната му история е 2-ро място в A група през сезон 1996/97. Отборът е финалист за Купата на България през сезон 1999/00, както и двукратен носител на Купата на Професионалната футболна лига през 1996 г. и 1997 г.

## История

### Началото (1962 – 1969)
Клубът е създаден на 20 май 1962 г. от работници, ангажирани със строителството на Нефтохимическия комбинат. Първият изигран мач е срещу Локомотив (Бургас). От сезон 1963/64 отборът започва участие в А окръжна група под името „Строител НПЗ“, като всички футболисти в състава са работници от петролната рафинерия. През 1964 г. клубът е преименуван на „Нефтохимик“.
През 1965 г. отборът за първи път се класира за участие в Б група. На дебютния мач на тима във втория ешелон, игран на стадион „9-ти септември“, присъстват 8000 зрители. През същата година започва строителството на ново спортно съоръжение, на което Нефтохимик да играе мачовете си. Стадион „Нефтохимик“ е открит през 1967 г. с мач между младежките отбори на България и Финландия.
През 1969 г. вследствие на решение на ЦК на БКП, клубът се влива в ДФС „Черноморец“. В продължение на 12 години Нефтохимик съществува единствено като работническо дружество, което участва в работнически първенства.

### Възкръсване на клуба (1981 – 1990)
Клубът на практика възкръсва през 1981 г. Тогава ЖСК Локомотив (Бургас), участващ по онова време в Южната Б група, остава без стадион, тъй като съоръжението му е разрушено. Поради тази причина, на 6 май е взето решение Локомотив да се обедини с работническия отбор на Нефтохимическия комбинат, който разполага със стадион „Нефтохимик“. Обединеното дружество приема името ДФС „Нефтохимик“.
През следващите 7 години клубът участва във втория ешелон, като почти винаги е в топ 6 на класирането. В този период отборът дава път във футбола на млади състезатели като Симеон Чилибонов, Диян Петков и Златко Янков, които впоследствие ще се превърнат във водещи играчи. Сред другите основни футболисти в състава са Дражо Стоянов, Неделчо Матушев, Димитър Стойчев, Панайот Горов, Божидар Тодоров. В началото на 1986 г. на основата на едноименното дружество се образува футболен клуб Нефтохимик, който започва да се развива самостоятелно. Периодът на отбора в Б група приключва през сезон 1987/88, когато завършва на предпоследното 19-о място и изпада в Югоизточната В група.

### Златната ера (1990 – 2002)
През лятото на 1990 г. начело на клубната управа застава Христо Порточанов. Следват години на възход. Под неговото управление бургазлии се издигат до един от водещите клубове в страната. Първите успехи идват още през сезон 1990/91. Като третодивизионен тим, Нефтохимик стига до финала на турнира за Купата на БФС, в който участват всички професионални клубове, отстранявайки по пътя си Ботев (Пловдив) и Левски (София). В мача за трофея, игран на 5 юни 1991 г., бургазлии губят с 1:2 в Сливен от новия шампион на страната Етър (Велико Търново). През същия сезон завършват на 1-во място в Югоизточната В група и печелят промоция за втория ешелон.
През 1993 г. за старши треньор е назначен Димитър Димитров – Херо. Той поставя основите на солиден състав, който играе модерен атакуващ футбол. През сезон 1993/94 бургазлии завършват на 1-во място в Южната Б група и за първи път в клубната история се класират за А група. Сред водещите играчи по време на кампанията са Велиян Парушев, Станчо Цонев, Митко Трендафилов. Херо продължава доизграждането на селекцията си през следващите две години, в които са привлечени редица млади играчи, превърнали се впоследствие в гръбнака на отбора за десетилетие напред. Сред тях са Станимир Димитров, Веселин Бранимиров, Малин Орачев, Благомир Митрев, Радостин Кишишев, Илия Груев. От школата пък излиза Тодор Киселичков.
В два поредни сезона – 1995/96 и 1996/97, Нефтохимик печели Купата на Професионалната футболна лига. През 1996 г. бургазлии побеждават във финала Монтана със 7:2 след продължения, а през 1997 г. Литекс (Ловеч) след изпълнение на дузпи. През сезон 1996/97 е постигнато и най-високото класиране в А група в историята на клуба. Отборът става вицешампион на България и печели сребърните медали, завършвайки на 4 точки зад първенеца ЦСКА. По този начин си осигурява и дебютно участие в евротурнирите. В първия квалификационен кръг от сезон 1997/98 в Купата на УЕФА Нефтохимик среща норвежкия Бран и отпада. В първия мач като гост, бургазлии губят с 1:2, като в хода на срещата четири пъти гредите помагат на вратаря на съперника. В реванша на стадион „Лазур“ домакините бързо повеждат с 2:0, а след това и с 3:1. В крайна сметка обаче, срещата завършва 3:2 и норвежците продължават напред с повече голове на чужд терен.
През август 1997 г. Димитър Димитров – Херо напуска треньорския пост за да поеме Литекс. Начело на тима застава помощникът му Димитър Стойчев, под чието ръководство Нефтохимик продължава да бъде сред водещите отбори в България. През сезон 1999/00 бургазлии достигат до финала за Купата на България, който обаче губят с 0:2 от Левски. Въпреки това за втори път придобиват правото да участват в евротурнирите. В 1-вия кръг от Купата на УЕФА успяват да отстранят кипърския Омония, но след това отпадат от руския Локомотив (Москва) (2:4 като гост и 0:0 като домакин).
През 2000 г. спонсор на отбора става бизнесменът Митко Събев чрез своята компания Петрол, която придобива 34% от акциите на клуба. Сезоните 2000/01 и 2001/02 са сравнително успешни, като отборът завършва съответно на 5-о и 6-о място в шампионата.

### „Нафтекс“ (2002 – 2009)
В края на 2001 г. Събев става мажоритарен собственик на клуба, чието име е променено на „Нафтекс“. Месеци по-късно, Порточанов се оттегля от ръководството, треньорските смени зачестяват, а отборът започва да бележи спад. През следващите 3 сезона „Нафтекс“ завършва в средата на класирането в А група. Така се стига до сезон 2005/06, когато бургазлии постигат само 4 победи, завършват на 15-о място и изпадат в Б група след 12 поредни сезона в елитното първенство.
Между 2006 г. и 2009 г. клубът прави неуспешни опити да се завърне в А група. Два пъти се класира на бараж, като през 2007 г. губи от Видима-Раковски (Севлиево) с 0:1 след продължения, а през 2009 г. от Спортист (Своге) след изпълнение на дузпи. На 6 юли 2009 г. по решение на Митко Събев, „Нафтекс“ прекратява съществуването си. Отборът се преименува на „Черноморец“ (Поморие) и премества седалището си в Поморие преди началото на сезона, който участва в Б група като сателит на „Черноморец“ (Бургас).
С решение на акционерите от 25 септември 2009 г. акционерното дружество ПФК Нафтекс АД се преименува на Спортс Пропърти Мениджмънт АД, а предмета на дейност също се променя. Дружеството се превръща във фирма за управление на недвижими имоти.

## Успехи
А група
- Вицешампион: 1996/97

Купа на България
- Финалист: 1999/00

Купа на БФС
- Финалист: 1990/91

Купа на ПФЛ
- Носител (2 пъти): 1995/96, 1996/97

Работническо първенство
- Шампион: 1978 г.

## Наименования
- Строител НПЗ (1963 – 1964)
- Нефтохимик (1964 – 1969)
- Нефтохимик (1981 – 2002)
- Нафтекс (2002 – 2009)

## Участия в евротурнирите
Купа на УЕФА
| Сезон   | Турнир       | Етап   | Страна | Отбор              | Домакин | Гост | Резултат |
| ------- | ------------ | ------ | ------ | ------------------ | ------- | ---- | -------- |
| 1997/98 | Купа на УЕФА | 1 кръг |        | Бран               | 3:2     | 1:2  | 4:4      |
| 2000/01 | Купа на УЕФА | 1 кръг |        | Омония             | 2:1     | 0:0  | 2:1      |
| 2000/01 | Купа на УЕФА | 2 кръг |        | Локомотив (Москва) | 0:0     | 2:4  | 2:4      |

## Класирания по сезони
| Сезон     | Име        | Група         | Място | Нац. Купа | Други                                          |
| 1963 – 64 | Нефтохимик | Зона Странджа | 7     |           | започва сезона като Строител                   |
| 1964 – 65 | Нефтохимик | Зона Странджа | 1     |           |                                                |
| 1965 – 66 | Нефтохимик | Б Група       | 17    |           |                                                |
| 1966 – 67 | Нефтохимик | Зона Загоре   | 5     |           |                                                |
| 1967 – 68 | Нефтохимик | Зона Загоре   | 2     |           |                                                |
| 1968 – 69 | Нефтохимик | Зона Загоре   | 8     |           |                                                |
| 1969 – 70 | Нефтохимик | Зона Загоре   | 16    |           | на полусезона е присъединен към ДФС Черноморец |

| Сезон     | Име        | Група   | Място | Нац. Купа  |
| 1980 – 81 | Нефтохимик | Б Група | 13    | 1/8 финал  |
| 1981 – 82 | Нефтохимик | Б Група | 6     | 1/32 финал |
| 1982 – 83 | Нефтохимик | Б Група | 5     | 1/8 финал  |
| 1983 – 84 | Нефтохимик | Б Група | 4     | 21 място   |
| 1984 – 85 | Нефтохимик | Б Група | 12    | 11 място   |
| 1985 – 86 | Нефтохимик | Б Група | 5     | III група  |
| 1986 – 87 | Нефтохимик | Б Група | 6     | Полуфинал  |
| 1987 – 88 | Нефтохимик | Б Група | 19    |            |
| 1988 – 89 | Нефтохимик | В Група | 9     |            |
| 1989 – 90 | Нефтохимик | В Група | 5     |            |
| 1990 – 91 | Нефтохимик | В Група | 1     |            |
| 1991 – 92 | Нефтохимик | Б Група | 3     | IV кръг    |
| 1992 – 93 | Нефтохимик | Б Група | 8     | IV кръг    |
| 1993 – 94 | Нефтохимик | Б Група | 1     | I кръг     |
| 1994 – 95 | Нефтохимик | А Група | 8     | Полуфинал  |
| 1995-96   | Нефтохимик | А Група | 4     | 1/4 финал  |
| 1996 – 97 | Нефтохимик | А Група | 2     | 1/16 финал |
| 1997 – 98 | Нефтохимик | А Група | 4     | 1/8 финал  |
| 1998 – 99 | Нефтохимик | А Група | 6     | 1/8 финал  |
| 1999 – 00 | Нефтохимик | А Група | 4     | Финал      |
| 2000 – 01 | Нефтохимик | А Група | 5     | 1/8 финал  |
| 2001 – 02 | Нафтекс    | А Група | 6     | 1/8 финал  |
| 2002 – 03 | Нафтекс    | А Група | 8     | 1/16 финал |
| 2003 – 04 | Нафтекс    | А Група | 8     | 1/4 финал  |
| 2004 – 05 | Нафтекс    | А Група | 7     | 1/4 финал  |
| 2005 – 06 | Нафтекс    | А Група | 15    | Полуфинал  |
| 2006 – 07 | Нафтекс    | Б Група | 2     | II кръг    |
| 2007 – 08 | Нафтекс    | Б Група | 8     | II кръг    |
| 2008 – 09 | Нафтекс    | Б Група | 2     | I кръг     |

## Стадион
Нефтохимик играе домакинските си срещи на стадион „Лазур“ в квартал Лазур в Бургас. Съоръжението е с електрическо осветление и капацитет от 18 037 места.
Стадионът е построен през 1967 г., а през 1997 г. е основно реконструиран. Официалното му откриване след реконструкцията е на 13 април 1997 г. Северната и южната трибуни са покрити с козирки, под които са разположени 10 000 седалки. Размерите на игрището са 116 х 78 метра.
До 2002 г. стадионът се казва „Нефтохимик“, а след това – „Нафтекс“. През 2006 г. е преименуван на „Лазур“.

## Почетни листи в А група
|    | Име                | Период      | Мачове |
| -- | ------------------ | ----------- | ------ |
| 1  | Станимир Димитров  | 1994 – 2005 | 264    |
| 2  | Малин Орачев       | 1995 – 2004 | 226    |
| 3  | Веселин Бранимиров | 1995 – 2006 | 213    |
| 4  | Тодор Киселичков   | 1994 – 2004 | 212    |
| 5  | Благомир Митрев    | 1995 – 2005 | 210    |
| 6  | Митко Трендафилов  | 1993 – 2004 | 184    |
| 7  | Николай Кръстев    | 1997 – 2006 | 143    |
| 8  | Илия Груев         | 1996 – 2000 | 141    |
|    | Йордан Господинов  | 1997 – 2004 | 141    |
| 10 | Стойко Сакалиев    | 1998 – 2005 | 139    |
|    | Велиян Парушев     | 1992 – 2002 | 139    |

|    | Име               | Период      | Голове |
| -- | ----------------- | ----------- | ------ |
| 1  | Стойко Сакалиев   | 1998 – 2005 | 48     |
| 2  | Станимир Димитров | 1994 – 2005 | 38     |
|    | Тодор Киселичков  | 1994 – 2004 | 38     |
| 4  | Илия Груев        | 1996 – 2000 | 35     |
| 5  | Веско Петков      | 1995 – 1998 | 32     |
| 6  | Велиян Парушев    | 1992 – 2002 | 31     |
| 7  | Антон Спасов      | 1997 – 2004 | 30     |
| 8  | Милен Георгиев    | 1994 – 2000 | 25     |
| 9  | Митко Трендафилов | 1993 – 2004 | 23     |
| 10 | Пламен Тимнев     | 2000 – 2004 | 20     |
|    | Благомир Митрев   | 1995 – 2005 | 20     |

## Треньори на клуба
| Име                 | От             | До             |
| ------------------- | -------------- | -------------- |
| Иван Вутов          | юни 1991       | декември 1991  |
| Иван Глухчев        | януари 1992    | юни 1993       |
| Димитър Димитров    | юни 1993       | август 1997    |
| Димитър Стойчев     | август 1997    | юни 2000       |
| Салваторе Полверино | юли 2000       | август 2000    |
| Димитър Стойчев     | август 2000    | юни 2001       |
| Неделчо Матушев     | юни 2001       | октомври 2002  |
| Огнян Ралев         | октомври 2002  | май 2003       |
| Димитър Димитров    | юни 2003       | май 2004       |
| Салваторе Бианкети  | юни 2004       | ноември 2004   |
| Огнян Ралев         | ноември 2004   | юни 2005       |
| Иван Цветанов       | юни 2005       | октомври 2005  |
| Иван Кючуков        | ноември 2005   | април 2006     |
| Георги Василев      | април 2006     | юни 2007       |
| Пламен Михов        | юни 2007       | май 2008       |
| Ясен Петров         | май 2008       | септември 2008 |
| Алекси Желязков     | септември 2008 | януари 2009    |
| Диян Петков         | януари 2009    | юни 2009       |